# Aymen Ben Ahmed
Aymen Ben Ahmed (* 1. März 1986) ist ein ehemaliger tunesischer Leichtathlet, der sich auf den 110-Meter-Hürdenlauf spezialisiert hat. Über diese Distanz wurde er 2006 in Bambous Afrikameister und ist aktuell Inhaber des Landesrekordes.

## Sportliche Laufbahn
Erste internationale Erfahrungen sammelte Aymen Ben Ahmed vermutlich im Jahr 2003, als er bei den Jugendweltmeisterschaften im kanadischen Sherbrooke in der ersten Runde über 110 m Hürden nicht ins Ziel kam. Im Jahr drauf schied er bei den Juniorenweltmeisterschaften in Grosseto mit 14,57 s im Halbfinale aus und anschließend gewann er bei den Panarabischen Spielen in Algier in 13,98 s die Bronzemedaille hinter dem Sudanesen Todd Matthews-Jouda und Mubarak Ata Mubarak aus Saudi-Arabien. 2005 belegte er bei den erstmals ausgetragenen Islamic Solidarity Games in Mekka in 14,26 s den achten Platz und wurde dann bei den Juniorenafrikameisterschaften in Radès im Finale disqualifiziert. Zudem gewann er dort mit der tunesischen 4-mal-100-Meter-Staffel in 41,51 s die Bronzemedaille. Daraufhin gewann er bei den Arabischen Meisterschaften ebendort in 13,86 s die Silbermedaille über 110 m Hürden hinter seinem Landsmann Hamdi Mhirsi und sicherte sich mit der 4-mal-400-Meter-Staffel in 3:12,34 min die Bronzemedaille hinter den Teams aus Saudi-Arabien und dem Sudan. Im Jahr darauf siegte er in 13,77 s im Hürdenlauf bei den Afrikameisterschaften in Bambous und gelangte anschließend beim IAAF World Cup in Athen mit 14,08 s auf Rang neun. 2009 belegte er bei den Mittelmeerspielen in Pescara in 13,92 s den fünften Platz und gewann dann bei den Spielen der Frankophonie in Beirut in 14,07 s die Bronzemedaille hinter dem Kanadier Jared MacLeod und Alexandru Mihailescu aus Rumänien. Daraufhin gewann er bei den Arabischen Meisterschaften in Damaskus in 14,03 s die Bronzemedaille hinter dem Algerier Othmane Hadj Lazib und Ahmed al-Muwallad aus Saudi-Arabien. 2011 beendete er dann seine aktive sportliche Karriere im Alter von 25 Jahren.
In den Jahren 2007 und 2008 wurde Ben Ahmed tunesischer Meister im 110-Meter-Hürdenlauf.

## Persönliche Bestleistungen
- 110 m Hürden: 13,76 s (−0,2 m/s), 30. Juni 2007 in Radès (tunesischer Rekord)